# Martensrade
Martensrade es un municipio situado en el distrito de Plön, en el estado federado de Schleswig-Holstein, Alemania. Según el censo de 2016, contaba con una población de 982 habitantes.
Se encuentra ubicado al este del estado, cerca de las ciudades independientes de Neumünster y Kiel, de la costa del mar Báltico y del canal de Kiel.